# Рогатый Бог

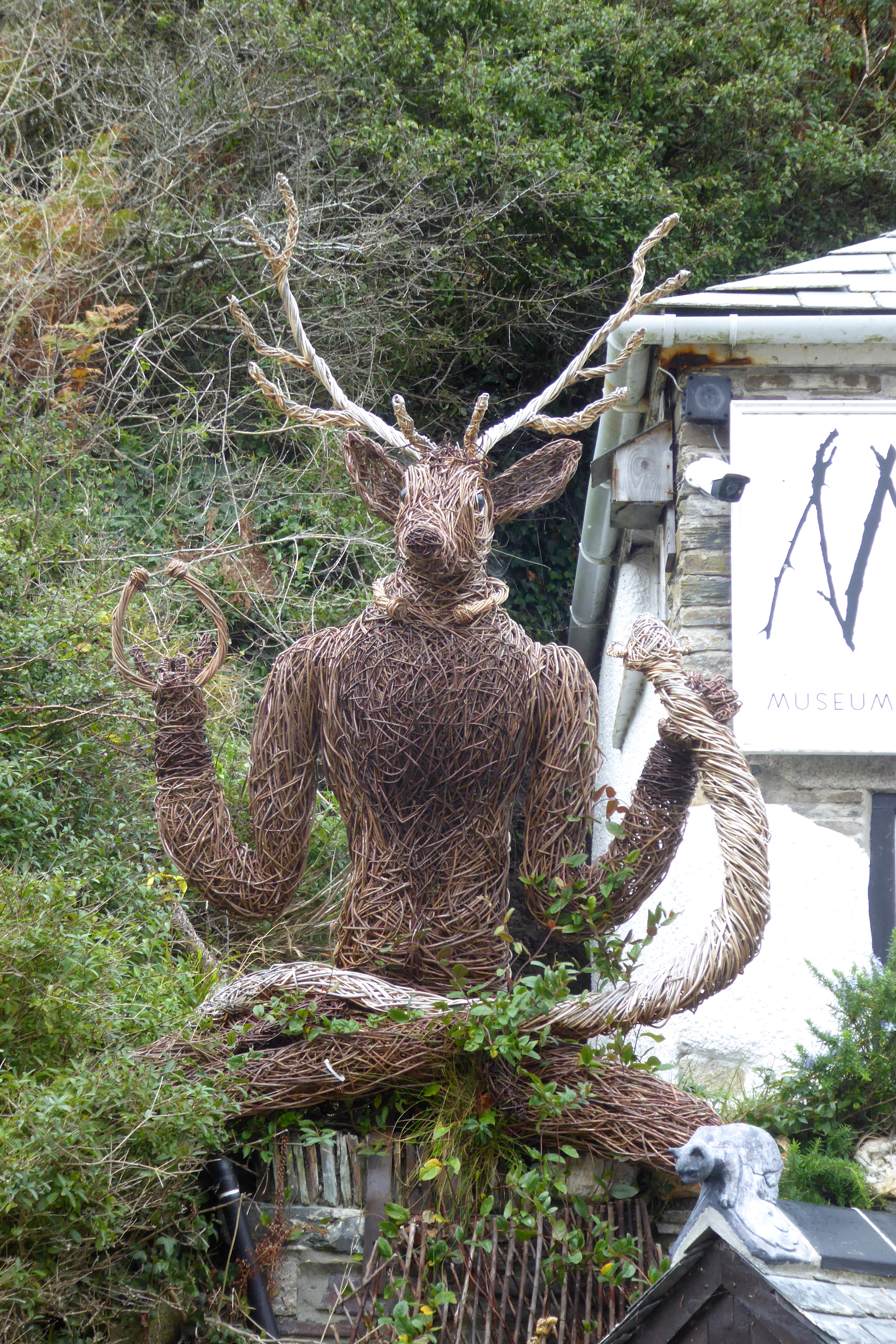
Плетеная скульптура Рогатого Бога возле Музея колдовства и магии в Боскасле, Корнуолл

Рогатый Бог (англ. Horned God) — в современной неоязыческой религии викка — мужское божество, партнёр Триединой Богини. Представления о таком божестве восходят к сочинениям английской писательницы и антрополога Маргарет Мюррей (1863—1963). Часто отождествляется с кельтским богом Кернунном или древнегреческим Паном.

## Учение Мюррей
Маргарет Мюррей в своей популярной работе об истории ведовства в Европе «Культ ведьм в Западной Европе» (1921) отстаивает идею о том, что изображение дьявола и сатанинских шабашей, на которые собирались якобы ведьмы, являются искажёнными отражениями действительно существовавшего с предысторических времён на территории Европы языческого культа. Преследовавшихся же инквизицией в Средневековье ведьм и колдунов М. Мюррей рассматривала как последних последователей этой древнейшей религии.
В книге «Бог ведьм» (The God of the Witches, 1931) Мюррей предприняла попытку исторически обосновать существование ещё во времена каменного века почитания Рогатого Бога. При этом она ссылается на свидетельство наскальной живописи: например, образ «шамана» во французской пещере Труа-Фрер. Сюда же Мюррей подвёрстывала рогатых богов из различных культур Древнего Востока: древнеегипетские Амон с рогами овна и Хатор с рогами коровы, рогатый «Повелитель зверей» на печати из Мохенджо-Даро и др. Подобные образы встречаются и в древнегреческой мифологии — критский Минотавр, бог Пан, Дионис Загрей. В своей книге М. Мюррей упоминает и о кельтском боге Кернунне, изображение которого в шапке с рогами, якобы напоминавшей шаманскую, обнаружено на части рельефа древнего алтаря под собором Парижской Богоматери. Позднее он трансформировался в фольклорный образ Херна-Охотника.
Согласно построениям Мюррей, которые не получили поддержки в академическом сообществе, поклонение Рогатому Богу в Европе и прилегающем к ней Средиземноморском регионе существовало по крайней мере со времени окончания последнего ледникового периода вплоть до завоевания римлянами кельтской Галлии.
В качестве подтверждения наличия культа Рогатого Бога в христианскую эпоху Мюррей цитирует Феодора Тарсийского, архиепископа Кентерберийского конца VII века, который в своём послании Liber poenitentialis угрожает трёхлетним отлучением от церкви каждому, кто в январские календы переоденется в звериные шкуры и будет изображать быка или оленя. Массовую охоту на ведьм в XV—XVII веках Мюррей трактует в том же духе. Тем же объясняет она рога в традиционной иконографии дьявола и чертей: духовенство ассоциировало их с тёмной силой с тем, чтобы истребить в сознании населения древний культ рогатого божества. «Это сохранившееся вероучение… свидетельствует, что под сенью христианской религии господствующих существовал практически в неприкосновенности старый культ со всеми его обрядами», — такой вывод делает исследовательница.
Одним из новейших свидетельств культа М. Мюррей называет «Дорсет Осера» — некий карнавальный образ-маску; вместе с маской было принято надевать и звериную шкуру. Сама маска якобы исчезла в конце XIX века. До 1967 года была известна также деревянная скульптура, изображавшая Ато (Atho), каким — согласно мнению последователей викки — было собственное имя Рогатого Бога.

Образы, которые Мюррей связывала с культом Рогатого Бога
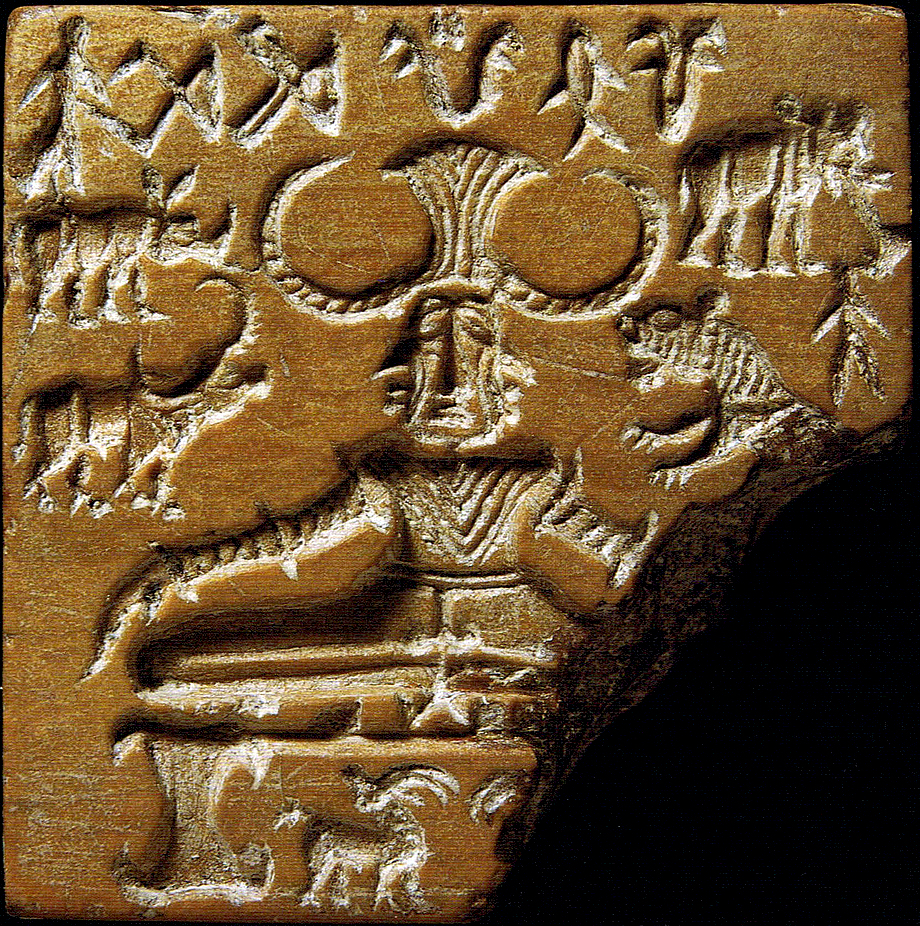
Повелитель зверей на печати 420 из Мохенджо-Даро
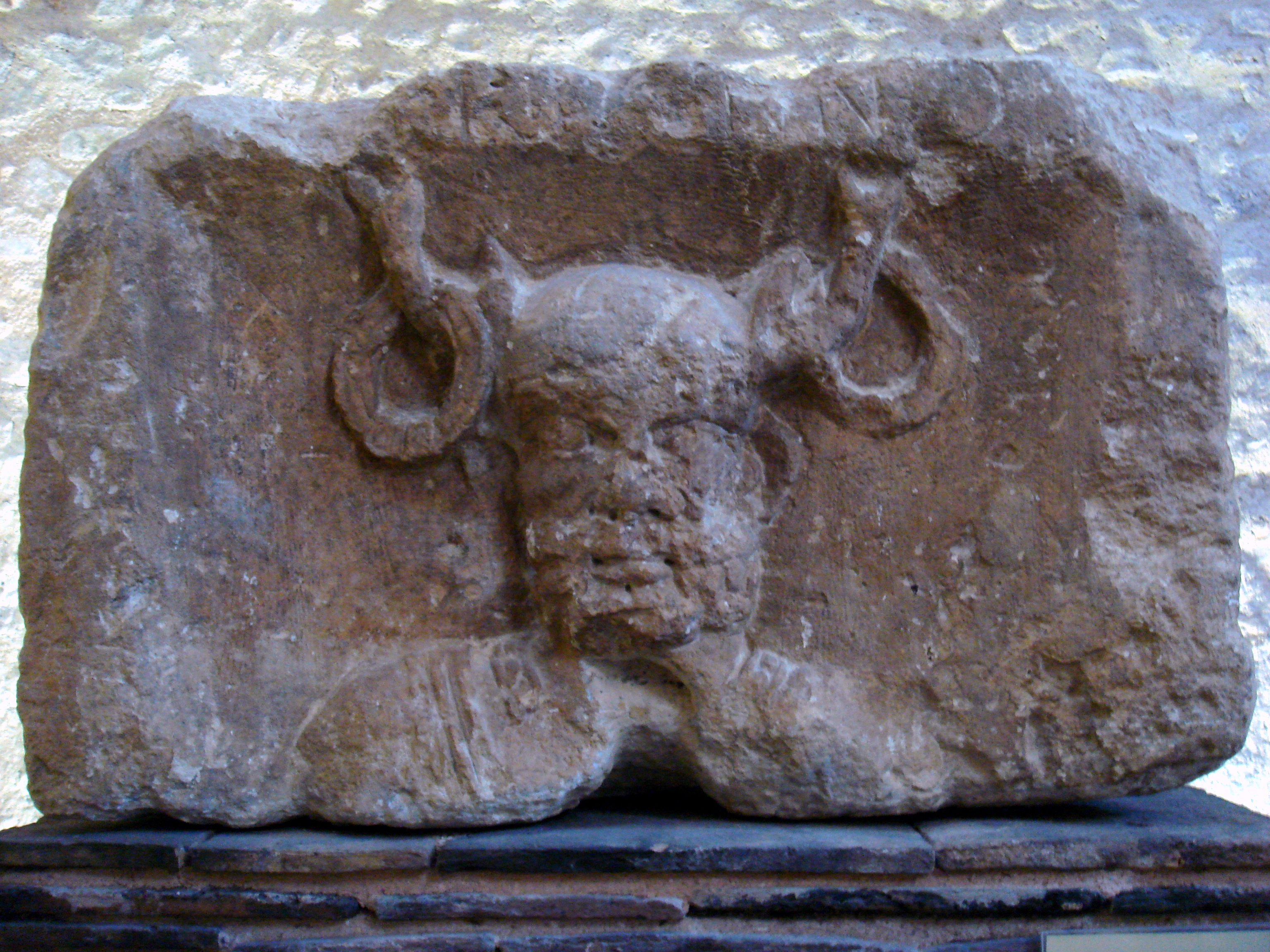
Кельтский бог Цернуннос
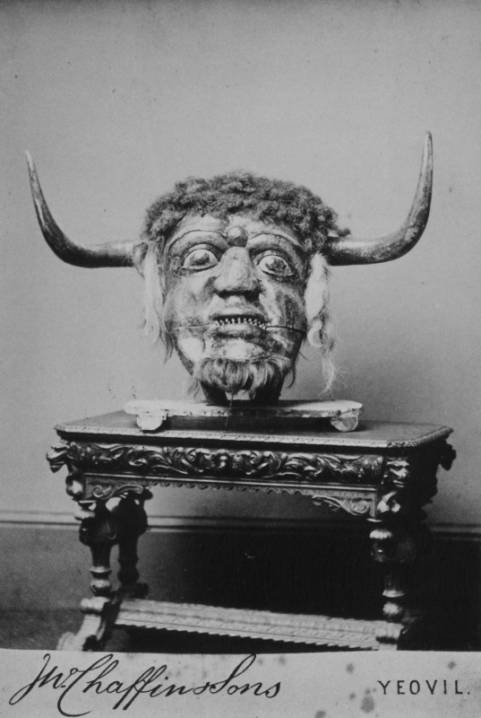
Дорсет-Осер

Подавляющее большинство учёных признают аргументацию британской писательницы и антрополога недостаточно весомой, чтобы допустить параллельное существование некоего широко распространённого, зародившегося ещё в каменном веке тайного языческого культа — в уже более чем тысячу лет христианизированной Европе. Идея культа Рогатого Бога в основном рассматривается как фантазия. Несмотря на это, некоторые менее важные аспекты её исследования пользуются некоторой поддержкой:9.

## Викканство
Сочинения Маргарет Мюррей оказали непосредственное влияние на становление викки. Основатель его, Джеральд Гарднер, утверждал, что в 1939 году был принят в ковен Нью-Форест. Обряды и учение этой группы якобы соответствовали тому, что было описано в сочинениях Мюррей. Из этого Гарднер делал вывод, что встретился с последними поклонниками Рогатого, которые сохранились с древнейших времён.
Так как Дж. Гарднер опасался того, что со смертью членов этого ковена исчезнет и само древнее учение, он решил основать новое сообщество с более широким кругом участников. Чтобы привлечь внимание общественности, в 1954 году Гарднер организует выпуск издания Witchcraft Today, где излагает известные ему ведовские учения и обряды.
Так как имевшаяся в его распоряжении информация о ведьмовских обществах была неполна и фрагментарна, Гарднер многое берёт из сочинения английского мага и оккультиста Алистера Кроули, с которым был знаком лично, а также из работы Чарльза Годфри Лиланда «Арадия, или Евангелие ведьм» и других источников. В современных викканских ритуалах Бог представлен мужчиной в маске, который действует совместно с высшей жрицей, в свою очередь представляющую Триединую Богиню.

## Литературная обработка образа
Сочинения М. Мюррей и неоязыческая религия викка нашли свой отклик в творчестве ряда авторов литературы жанра фэнтези. Другим источником материалов для писателей-фантастов послужила книга английского писателя Роберта Грейвза «Белая Богиня». Грейвс приводит следующий миф собственного сочинения: Триединой богине приносится в жертву принявший образ оленя Бог. В древнегреческой традиции такова была судьба разорванного титанами Диониса Загреоса и Актеона, разорванного собаками Артемиды.
Наиболее популярной у читателя из фэнтези-литературы, созданной на основе учений М. Мюррей, Р. Грейвза и викки, стала серия романов Марион З. Брэдли «Туманы Авалона», а также её продолжения. В них Рогатый Бог перевоплощается в легендарного короля Артура.